# Rifugio Duca degli Abruzzi all'Oriondé
Il rifugio Duca degli Abruzzi all'Oriondé è un rifugio situato nel comune di Valtournenche (AO), in Valtournenche, nelle Alpi Pennine, a 2802 m s.l.m.

## Storia

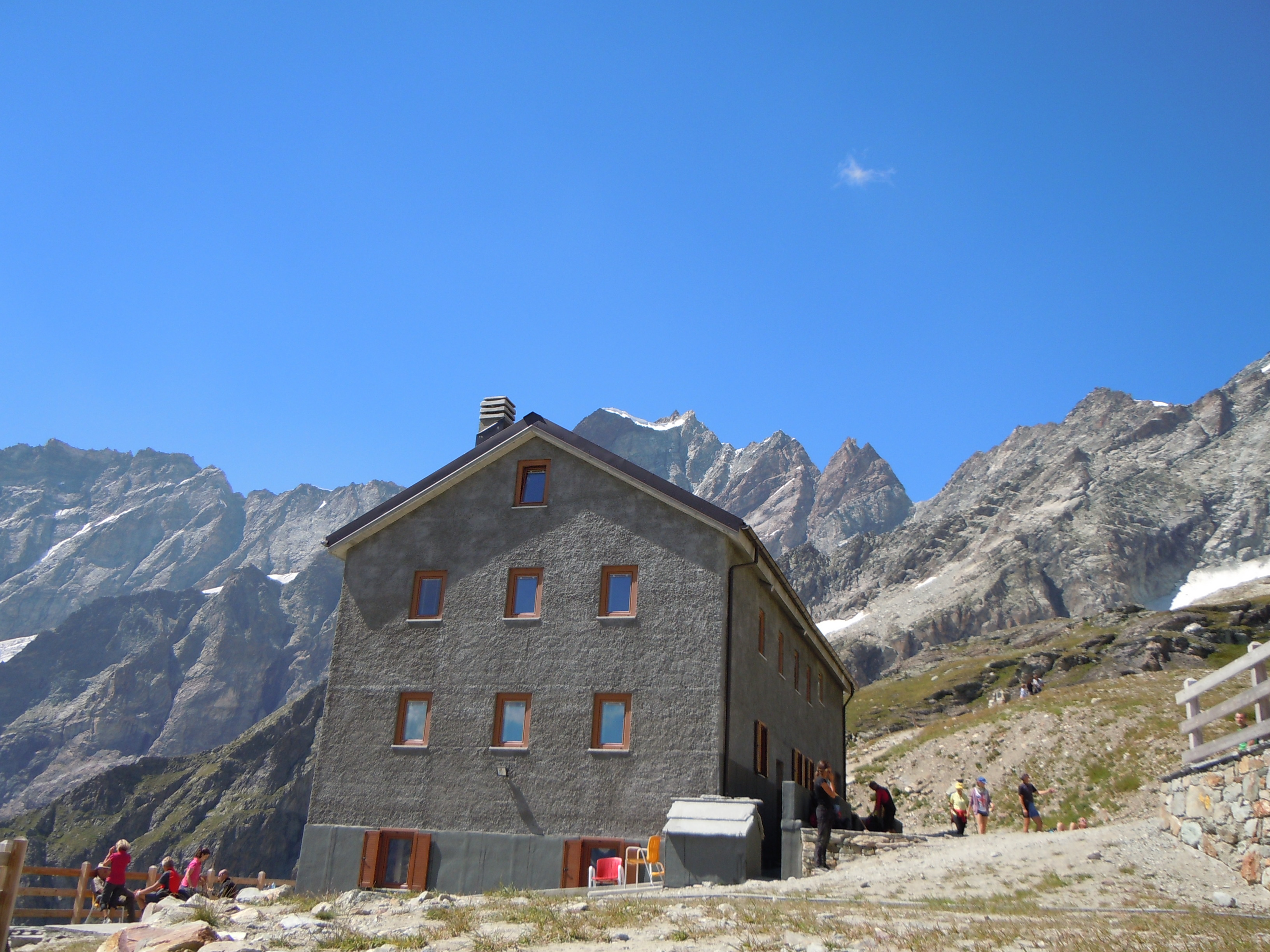
Il rifugio dopo la riapertura nel 2012

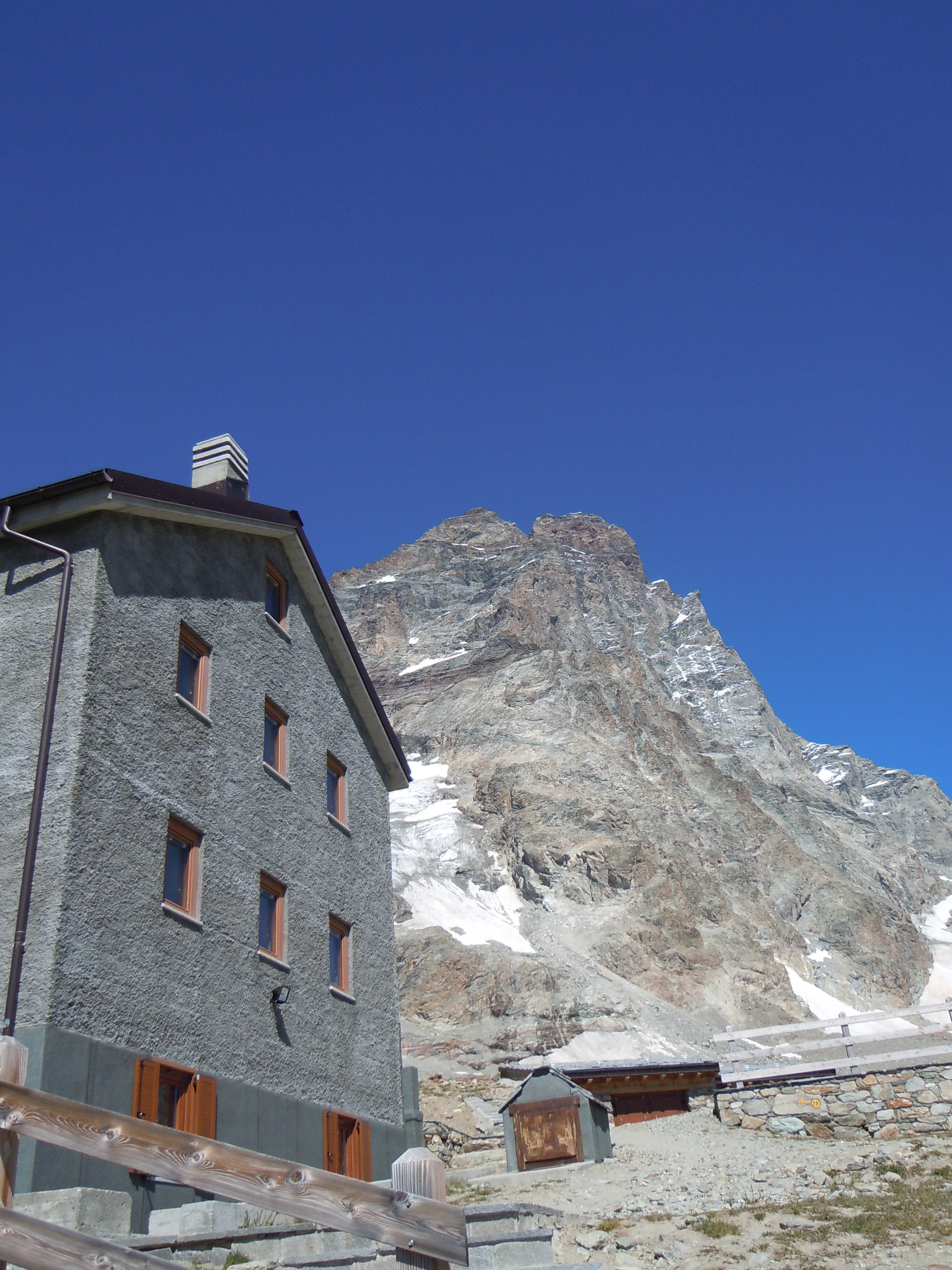
L'Oriondé e il Cervino

Il rifugio è stato costruito nei primi anni del XX secolo dalla guida Aimé Maquignaz ed è, attualmente, di proprietà della Società Oriondé, costituita dalla Famiglia Maquignaz di Breuil-Cervinia; è dedicato a Luigi Amedeo di Savoia-Aosta (1873-1933), duca degli Abruzzi, alpinista ed esploratore italiano. È stato ristrutturato più volte. Dopo un lungo periodo di chiusura, dovuto a complessi lavori di ristrutturazione e ammodernamento, è stato riaperto il 21 luglio 2012.

## Caratteristiche e informazioni
Il rifugio è situato sul dosso dell'Oriondé, ai piedi del versante sud del Cervino. La sua capienza è di 22 posti letto, mentre non è presente un locale invernale.

## Accessi
Il rifugio è raggiungibile in circa due ore e mezza da Breuil-Cervinia, o in un'ora e dieci minuti da Plan Maison.

## Ascensioni
- Cervino - 4.478 m - Il rifugio può costituire il punto di partenza per la via normale italiana alla vetta, anche se (in generale) gli alpinisti preferiscono pernottare al rifugio J.A. Carrel.

## Traversate
- Rifugio Giovanni Bobba - 2.771 m
- Bivacco Oreste Bossi - 3.345 m